# Бахна Арин (Сучава)
Бахна Арин (рум. Bahna Arin) насеље је у Румунији у округу Сучава у општини Преутешти. Oпштина се налази на надморској висини од 412 m.

## Становништво
Према подацима из 2002. године у насељу је живело 225 становника, од којих су сви румунске националности.